# 골든 보이 (영화)
골든 보이(Golden Boy)는 미국에서 제작된 루벤 마물리안 감독의 1939년 드라마 영화이다. 바바라 스탠윅 등이 주연으로 출연하였고 윌리암 펄버그 등이 제작에 참여하였다.
개봉명은 골덴 보이, 방영명은 황금 주먹이다.

## 출연

### 주연
- 바바라 스탠윅

### 조연
- 아돌프 멘주

## 제작진
- 원작자: 클리포드 오데츠
- 미술: 리오넬 뱅스